# Pago de los Deseos
Pago de los Deseos es una localidad y municipio argentino, ubicado en el Departamento Saladas de la Provincia de Corrientes.

## Comuna
Hasta 2012 dependía de Saladas, municipio que había dispuesto una delegación municipal en el lugar. En dicho año fue convertido en el municipio número 70 de la Provincia, tras una votación dividida donde se cuestionó la carencia de una planta urbana en el poblado. Sus primeras autoridades fueron elegidas el 15 de septiembre de 2013

## Vías de comunicación
Se encuentra sobre la Ruta Provincial 13, a 126 kilómetros de la Ciudad de Corrientes. No tiene una planta urbana sino una sucesión de viviendas sobre dicha ruta. El Municipio de Pago de los Deseos comprende a los Pagos Pirú, Alegre y Arias.